# Notre-Dame-des-Érables
 Coordenadas : formato inválido

Notre-Dame-des-Érables é um povoado localizado na província canadense de New Brunswick